# Butachauques
Butachauques es una isla chilena perteneciente al archipiélago de Chiloé, Región de Los Lagos. Con una superficie de 43,3 km², es la mayor de las islas Chauques, —ubicadas en la comuna de Quemchi— y se encuentra al extremo oriental del grupo. Según el censo de 2017, cuenta con una población de 506 habitantes.

## Toponimia
Su nombre procede de la adición del término füta, «grande» en mapudungun, al topónimo chono.[cita requerida]

## Descripción
Pertenece al grupo Chauques oriental —integrado también por isla Aulín, localizada al noroeste de Butachauques— y se sitúa al este de las islas Cheniao y Taucolón, separadas por el canal Chauques. Por su lado este se encuentra el continente. Mide aproximadamente 9,5 km en dirección N-S. Durante la marea alta, llamada «marlleno» en el español de Chiloé, algunos sectores quedan separados y constituyen islas momentáneas. El escritor Francisco Coloane la describió en 1970 como «un pulpo cuya cabeza mira hacia el sur y sus tentáculos se enredan hacia el norte entre ensenadas y canalizos que los juntan y separan entre cada marea».
Aproximadamente el 70 % de la superficie de la isla está cubierta de vegetación natural. Las principales especies son el canelo, arrayán, luma, Myrceugenia exssuca (pitra) y meli.
Según el censo de 2017, la isla cuenta con 506 habitantes. Las principales localidades son Metahue, Coneb, Nayahué, San José, Maluco y Chincuy. La población es 100 % rural y su economía está basada principalmente en agricultura de subsistencia, recolección de algas y pesca artesanal. De menor incidencia también hay actividades asalariadas relacionadas con cultivos acuícolas.
La isla cuenta con cinco escuelas, en los sectores de Metahue, Coneb, Nayahué, San José y Maluco. En Metahue también existe un Centro Comunitario de Salud Familiar (Cecosf), el principal centro de salud del archipiélago de las Chauques —el cual también cubre las necesidades de isla Tac—. Asimismo, Coneb, Nayahué, San José y Maluco cuentan estaciones de salud rural.
También existen cuatro capillas católicas —en las localidades de Coneb, Nayahué, San José y Metahue— características de la escuela chilota de arquitectura religiosa.

## Conectividad
La isla cuenta con 60 km de caminos interiores que conectan los diversos sectores de la isla.
También posee tres rampas para lanchas, en los sectores de Metahue, Nayalhué y San Pedro, y tres servicios marítimos de pasajeros, todos ellos subsidiados, que la conectan con el resto de las Chauques y Chiloé. Las rutas son las siguientes (viaje ida y vuelta, frecuencia público general):
- Butachauques → Quicaví. Una vez a la semana.
- Butachauques → Dalcahue. Dos veces a la semana (tres viajes semanales en verano).
- Butachauques → Taucolón → Cheniao → Voigue → Añihué → Mechuque → Achao. Dos veces a la semana.

En el sector suroeste de la isla también existe un aeródromo, el cual no cuenta con servicio regular de pasajeros.